# Pourquala
Pourquala – argentyński strzelec. Wicemistrz świata z 1913 roku w konkurencji karabinu wojskowego stojąc (300 m).